# Championnat du Costa Rica de football 1988-1989
Navigation
Saison précédente Saison suivante
La Primera División 1988-1989 est la soixante-huitième édition de la première division costaricienne.
Lors de ce tournoi, le Deportivo Saprissa a conservé son titre de champion du Costa Rica face aux onze meilleurs clubs costariciens.
Seulement deux places étaient qualificatives pour la Coupe des champions de la CONCACAF.

## Les 10 clubs participants
| \| LD Alajuelense CS Cartagines AD Guanacasteca CS Herediano AD Limonense AD Palmares Municipal Puntarenas AD San Carlos / Deportivo Saprissa CS Uruguay \| Localisation des clubs engagés dans le championnat. |
| LD Alajuelense CS Cartagines AD Guanacasteca CS Herediano AD Limonense AD Palmares Municipal Puntarenas AD San Carlos / Deportivo Saprissa CS Uruguay                                                           |

Ce tableau présente les dix équipes qualifiées pour disputer le championnat 1988-1989. On y trouve le nom des clubs, le nom des stades dans lesquels ils évoluent ainsi que la capacité et la localisation de ces derniers.
| Club                 | Stade                        | Capacité          | Ville                     |
| LD Alajuelense       | Stade Alejandro Morera Soto  | 17 900            | Alajuela                  |
| CS Cartagines        | Stade José Rafael Meza       | 13 500            | Cartago                   |
| AD Guanacasteca      | Stade Chorotega              | 4 000             | Nicoya                    |
| CS Herediano         | Stade Eladio Rosabal Cordero | 8 100             | Heredia                   |
| AD Limonense         | Stade Juan Gobán             | 3 000             | Puerto Limón              |
| AD Palmares          | Stade inconnu                | Capacité inconnue | Palmares de Alajuela (en) |
| Municipal Puntarenas | Stade Lito Pérez             | 4 100             | Puntarenas                |
| AD San Carlos        | Stade Carlos Ugalde Álvarez  | 5 600             | Ciudad Quesada            |
| Deportivo Saprissa   | Stade Ricardo Saprissa       | 23 100            | San José                  |
| CS Uruguay           | Stade Municipal el Labrador  | 2 500             | Coronado                  |

## Bilan du tournoi
| Tableau d'Honneur |                    |
| Compétition       | Vainqueur          |
| Primera División  | Deportivo Saprissa |

| Qualifications continentales 1990-1991 |                    |
| Coupe des champions de la CONCACAF     | Qualifiés          |
| Deuxième tour de qualification         | LD Alajuelense     |
| Premier tour de qualification          | Deportivo Saprissa |

| Promotions et relégations   |                         |
| Relégué en Segunda División | AD Palmares             |
| Promu de Segunda División   | AD Municipal Generaleña |